# Álvaro de Bazán
Álvaro de Bazán y Guzmán, marques de Santa Cruz (* 12. Dezember 1526 in Granada; † 9. Februar 1588 in Lissabon) war ein spanischer Flottenkommandant (Capitán General de la Mar Océano).

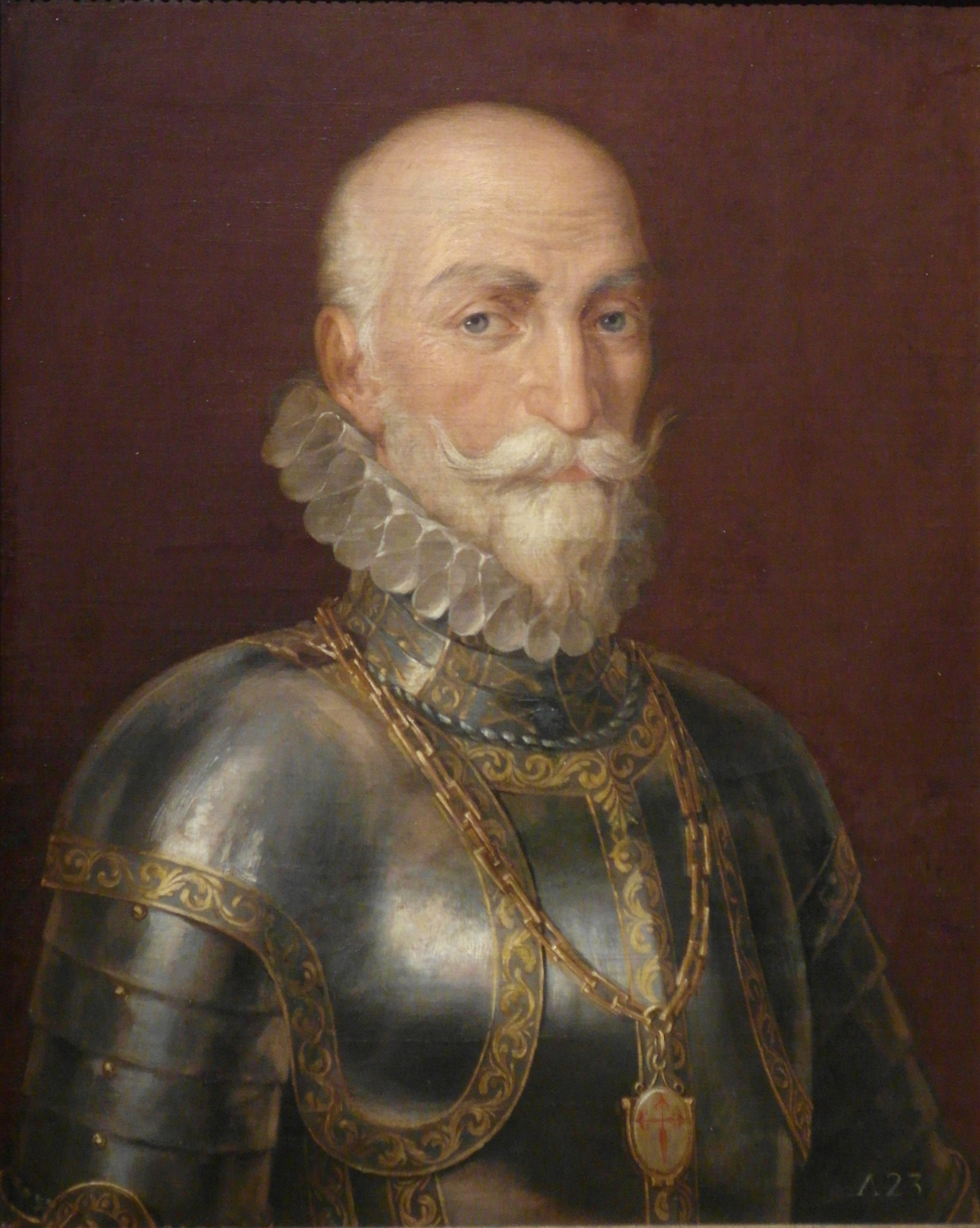
Alvaro de Bazán

## Leben
Alvaro de Bazán entstammte einer alten spanischen Adelsfamilie, sein Vater war Generalkapitän in der Marine. Bazán schlug den gleichen Karriereweg ein, wie sein Vater, und zeichnete sich bald aus. 1543 operierte er erfolgreich mit einem kleinen Geschwader gegen französische Freibeuter in der Biskaya. 1554 wurde Bazán zum Generalkapitän eines Geschwaders zum Schutz der Küsten Nordspaniens ernannt, und 1561 erfolgte die Ernennung zum Generalkapitän eines Geschwaders zum Schutz der Straße von Gibraltar. Hier kämpfte er mehrfach erfolgreich gegen die Barbaresken von Nordafrika. 1564 war er unter García Álvarez de Toledo y Osorio an der Einnahme der Festung Vélez de la Gomera beteiligt und wurde ihr erster Kommandant.
1565 versammelte Alvaro de Bazán in Messina ein Geschwader, mit dem er die Ritter des Johanniterordens auf Malta gegen einen osmanischen Großangriff unterstützte. 1568 wurde er Generalkapitän der spanischen Galeeren von Neapel. 1571 nahm er unter Juan de Austria an der Seeschlacht von Lepanto teil. Zum Sieg der Heiligen Liga bei Lepanto trug Bazán entscheidend bei, indem er mit seinem Reservegeschwader im richtigen Augenblick eingriff. 1573 war er, wieder unter Juan de Austria, an der Eroberung von Tunis beteiligt.
1580 starb der Kardinalkönig Dom Henrique I. von Portugal und der spanische König Philipp II. erhob Ansprüche auf den Thron Portugals. Die spanische Flotte unter Alvaro de Bazán, Marqués de Santa Cruz, eroberte die Hafenstädte im südlichen Portugal und unterstützte entscheidend das Heer bei der Eroberung von Lissabon. Danach wurden Spanien und Portugal in Personalunion unter Philipp II. vereinigt. Am  26. Juli 1582 und am 2. August 1583 besiegte de Bazán bei den Azoren portugiesisch-französische Geschwader. Dies sicherte Spaniens Herrschaft über diese Inselgruppe.
Aufgrund seiner herausragenden Leistungen, Bazán galt mittlerweile als der tüchtigste spanische Flottenkommandant, bekam er den Oberbefehl über die Atlantikflotte. Er war wesentlich an der Planung und Vorbereitung zum Zug der Gran Armada gegen England beteiligt. 1587 überfiel der englische Freibeuter und spätere Admiral Francis Drake den spanischen Hafen, und wichtigsten Sammelpunkt für die Armada, Cádiz und zerstörte die dort vor Anker liegenden Schiffe. Der Seezug der Armada musste darauf verschoben werden. Aufgrund dieses militärischen Desasters fiel Alvaro de Bazán bei König Philipp II. in Ungnade. Bereits Anfang 1588 starb de Bazán in Lissabon.

## Bedeutung
Don Alvaro de Bazán gilt als einer der bedeutendsten und fähigsten spanischen Flottenführer. Im Rahmen der Vorbereitung zum Seezug der Armada hatte er aber versäumt die Flotte von der Galeerentaktik auf die Taktik der Segelkriegsflotten umfassend umzustellen. Er war, im Rahmen damaliger Gepflogenheiten, gütig zu seinen Untergebenen, gefangene Anführer ließ er allerdings gnadenlos hinrichten. Cervantes bezeichnete ihn als den „Vater der Soldaten“.
Die Álvaro-de-Bazán-Klasse der spanischen Marine wurde zu seinen Ehren nach ihm benannt. In Madrid erinnert ein Denkmal an den Flottenkommandanten.